# 剛果驚魂
《剛果驚魂》（英語：Congo）根據迈克尔·克莱顿1980年的同名小說而發行的1995年美國科幻動作冒險電影。由法蘭克·馬歇爾導演，羅娜·蓮妮、迪倫·沃爾什、厄尼·哈德森、葛蘭·海斯洛夫和蒂姆·克里主演。 電影是由派拉蒙影業於1995年6月9日發行。
《剛果驚魂》受到負面評價，但在票房上的表現好於預期。

## 故事簡介
TraviCom 員工 Charles Travis 和 Jeffrey Weems 在尋找可能導致新的革命性通信激光器的稀有藍色鑽石時，在剛果叢林偏遠地區的火山遺址附近發現了一座失落城市的廢墟。 查爾斯的前未婚妻、前中央情報局特工凱倫羅斯和查爾斯的父親兼 TraviCom 首席執行官 R.B.特拉維斯在公司總部跟踪他們的進展時與團隊失去了聯繫。 啟動遠程攝像頭後，他們發現營地被摧毀，到處都是屍體，還有一個野蠻的猿類生物破壞了攝像頭。 特拉維斯請凱倫帶領另一支探險隊前往該地點。與此同時，加州大學伯克利分校的靈長類動物學家彼得·埃利奧特（Peter Elliott）和他的助手理查德（Richard）使用一隻名叫艾米的山地大猩猩來教靈長類動物進行人類交流。 使用專門的背包和手套，她的手語被翻譯成數字化的聲音。 儘管取得了成功，彼得還是對艾米的叢林畫和普羅維登斯之眼感到擔憂，並尋求資金將她送回非洲，但大學不願意。 羅馬尼亞慈善家 Herkermer Homolka 提議資助這次探險，Karen 請求允許加入，因為她的簽證將無效，除非與這樣的冒險有關。 彼得看到艾米對凱倫的嫉妒開始猶豫，但在霍莫爾卡無法提供資金後允許她加入並支付部分費用。一行人飛往非洲並降落在烏干達，在那裡他們遇到了荒野嚮導夢露·凱利。 他們被當地軍事領導人萬塔上尉拘留和審問，他警告他們不要相信霍莫爾卡，並在凱倫向他支付大筆賄賂後讓他們繼續前進。 當這群人前往坦桑尼亞登上另一架將帶他們前往扎伊爾的飛機時，門羅透露，霍莫爾卡曾率領先前的狩獵活動尋找“失落的津吉之城”，結果是災難性的。 就在他們的飛機被扎伊爾士兵擊落之前，這群人跳傘進入叢林。在地面上，他們遇到了一個土著部落，將他們帶到了查爾斯探險隊中受傷的成員鮑勃·德里斯科爾。 看到艾米走近，鮑勃開始害怕地尖叫並很快死去。 一行人乘船繼續前行，得知 Homolka 在尋找 Zinj 及其傳說中的鑽石礦時認為，艾米的圖畫表明她已經看到了該礦並可以將他們帶到那裡。 在遭到大規模河馬的襲擊後，他們找到了被毀的營地和附近的 Zinj 市。 理查德和幾個搬運工被一隻惡毒的灰色大猩猩殺死。 夢露和他的朋友們在被毀的營地避難，用自動哨兵槍和探測器阻止其他大猩猩。天亮時，他們發現霍莫爾卡、幾個搬運工和艾米失踪了。 他們回到城市，發現 Homolka 正在探索，並從象形文字中推測該城市的居民專門飼養了灰色大猩猩，鼓勵他們使用暴力傾向來守衛礦井並殺死任何想要偷走鑽石的人。 該組織懷疑大猩猩背叛了它們的主人，但仍繼續保護礦井。 他們找到了礦井，並面臨著一群灰色的大猩猩。  Homolka 開始收集鑽石，但很快就被一些猿猴逼到絕境並殺死。 夢露、凱倫和彼得逃到礦井深處，在那裡他們發現了杰弗里和查爾斯的屍體，而查理手裡還拿著一顆巨大的藍色鑽石。 當艾米保護彼得時，夢露擋住了其他大猩猩，直到凱倫可以將鑽石裝入便攜式激光儀，讓她啟動並殺死幾隻大猩猩。 火山開始噴發，四人逃走，城市被熔岩淹沒，大猩猩被殺。安全後，凱倫向特拉維斯報告發現鑽石並確認查爾斯的死訊。 意識到特拉維斯只對鑽石感興趣，她用她的激光摧毀了 TraviCom 衛星。 在他們之前發現的另一架特拉維斯探險貨機的殘骸中，他們找到了一個熱氣球，並準備離開。 彼得看到艾米和一群大猩猩在一起，向她道別。 三人乘坐氣球起飛，彼得將鑽石扔回下方的叢林中。 艾米微笑著看著離去的氣球，然後加入了她的新大猩猩家庭。

## 製作
本片的主體拍攝於1994年9月26日開始，拍攝地包含乌干达、洛杉矶和哥斯达黎加。

## 外部連結
- 互联网电影数据库（IMDb）上《剛果驚魂》的资料（英文）
- AllMovie上《剛果驚魂》的资料（英文）
- 爛番茄上《剛果驚魂》的資料（英文）
- Box Office Mojo上《剛果驚魂》的資料（英文）